# China Eastern Airlines
China Eastern Airlines Corporation Limited (中国东方航空公司) je zračni prijevoznik iz Šangaja, Kina. Sa svojom flotom od preko 350 zrakoplova lete prema više od 150 domaćih i međunarodnih destinacija te su po broju prevezenih putnika drugi po veličini zračni prijevoznik u Kini, nakon China Southern Airlinesa. Osim dvije zračne luke u Šangaju (Pudong i Hongqiao), središnji su im gradovi i Kunming i Xi'an. Od 21. lipnja 2011. China Eastern i podružnica Shanghai Airlines su postali punopravni članovi udruženja SkyTeam.
U 2012., China Eastern Airlines je prevezao 73,08 milijuna putnika s prosječnim faktorom popunjenosti od 73%.

## Povijest
Kompanija je utemeljena 25. lipnja 1988. Kroz svoju povijest preuzeli su nekoliko drugih zračnih prijevozika. Prvo preuzimanje je bilo 1997. kada su preuzeli kompaniju China General Aviation. Postali su i prva kineska zrakoplovna tvrtka koja je ponudila svoje dionice na međunarodnom tržištu. Utemeljili su i China Cargo Airlines 1998., a 2001. su preuzeli kompaniju Great Wall Airlines. China Yunnan Airlines i China Northwest Airlines su pripojeni China Eastern Airlinesu 2003.
Kineska Vlada je većinski vlasnik i ima 61,64% udjela u China Eastern Airlinesu. Dana 20. travnja 2006. u medijima su se pojavile informacije da Vlada planira prodati 20% svoga udjela stranim investitorima, uključujući Singapore Airlines, Emirates i Japan Airlines.
Nakon odobrenja Vlade 2. rujna 2007. je objavljeno da Singapore Airlines i Temasek Holdings (koji posjeduje 55% udjela u Singapore Airlinesu) preuzimaju 24% udjela u China Easternu. Singapore Airlines je dobio 15,73% udjela, a Temasek Holdings 8,27%.
Dana 11. lipnja 2009. je objavljeno da se China Eastern Airlinesu pripaja Shanghai Airlines. Shanghai Airlines je postao podružnica u potpunom vlasništvu China Easterna ali su nastavili poslovati pod svojim brandom.
U ožujku 2012. su skupa s Qantasom objavili da pokreću novu niskotarifnu zrakoplovnu kompaniju pod nazivom Jetstar Hong Kong. Svaka kompanija ima po 50% udjela.

## Flota
China Eastern Airlines flota se sastoji od sljedećih zrakoplova (28. srpnja 2015.):
* P, J i Y su kodovi koji označavaju klasu sjedala u zrakoplovima, a određeni su od strane Međunarodne udruge za zračni prijevoz.

## Nesreće i incidenti
- Dana 15. kolovoza 1989., Antonov An-24 na letu iz Šangaja za Nanchang srušio se prilikom polijetanja zbog otkazivanja motora pri čemu je 34 od 40 ljudi u zrakoplovu izgubilo život.[15]
- Dana 6. travnja 1993., McDonnell-Douglas MD-11 na letu iz Šangaja za Los Angeles, član posade je pri punoj brzini nenamjerno krila stavio u položaj slijetanja pri čemu je zrakoplov naglo izgubio visinu. Više osoba je ozlijeđeno, a dvoje je na kraju od ozljeda i preminulo.
- Dana 26. listopada 1993., Mcdonnel-Douglas MD-82 na letu iz Shenzhena za Fuzhou srušio se prilikom slijetanja pri čemu je život izgubilo dvoje od 80 ljudi u zrakoplovu.
- Dana 11. rujna 1998., McDonnell-Douglas MD-11 na letu iz Šangaja za Peking pretrpio je kvar na prednjem dijelu stajnog trapa prilikom polijetanja. Zrakoplov je sletio na pistu koja je prethodno posuta pjenom.[16]
- Dana 21. studenoga 2004., Bombardier CRJ-200 na letu iz Baotoua za Šangaj srušio se nedugo nakon polijetanja pri čemu su poginule sve 53 osobe u zrakoplovu.

## Unutarnje poveznice
Najveće svjetske zrakoplovne tvrtke